# Scleria anceps
Scleria anceps är en halvgräsart som beskrevs av Frederik Michael Liebmann. Scleria anceps ingår i släktet Scleria och familjen halvgräs. Inga underarter finns listade i Catalogue of Life.